# Carex subfuegiana
Carex subfuegiana är en halvgräsart som beskrevs av Gerald A. Wheeler. Carex subfuegiana ingår i släktet starrar, och familjen halvgräs. Inga underarter finns listade i Catalogue of Life.